# 허종 (1434년)
허종(許琮, 1434년 ~ 1494년 3월 20일(음력  2월 14일)은 조선의 문신, 정치인, 시인이다.
본관은 양천(陽川)이고 자는 종경(宗卿)·종지(宗之)이며 호는 상우당(尙友堂)이고 시호(諡號)는 충정(忠貞)이다.
1457년 별시 문과에 급제하였다. 이후 정자로 벼슬 생활을 시작해서 세자우정자, 봉례랑, 도관좌랑, 함길도도사, 사간원정언, 사헌부지평을 거쳐 종사관이 되어 신숙주 등과 여진족을 정벌하는 데 종사관으로 참여했다. 
이후 1464년, 동부승지로 승진해서 당상관에 올랐고 함길도병마도절제사로 승진해서 여진족을 수차례 무찔렀다. 이후 함길도절도사를 거쳐 함길북도병마절도사로 있을 때 1467년 이시애(李施愛)의 난을 평정한 공으로 적개공신 1등에 책록되고 양천군(陽川君)에 봉해졌다. 이후 오위도총부도총관을 거쳐 평안도관찰사가 되고 연이어 사헌부대사헌으로 승진, 대사헌 시절 귀성군 일파의 역모를 진압해 훈구파와 가까워졌다. 
그러다 전라도병마절도사를 거쳐 성종의 신임을 받으며 신진세력과 사림파, 훈구파의 존경을 모두 받으며 학문을 짐작시키려고 했다. 이후 평안도순찰사로 가서 여진족을 무찔렀고, 전라도병마절도사로 다시 부임했다. 그 뒤 병조판서를 거쳐 이후 성종에게 총애를 받아 예조판서, 우참찬, 좌참찬으로 벼슬이 승진하고 호조판서를 거쳐 우찬성, 좌찬성까지 임명되었다. 이후 판의금부사를 지내고 이조판서까지 임명되었다. 이후 다시 병조판서로 재임명되고 곧 우의정까지 승진했다.

## 저술
- 의방유치를 요약한 의문정요를 편찬하였다.
- 서거정, 노사신등고 함께 향약집성방을 언해하였다.
- 윤호등과 함께 신찬구급간이방을 편찬하였다.
- 임원준등과 함께 소문충공집을 주해하였다.
- 서거정,노사신,어세겸,유순,유윤겸등과 함께 연주시격,황산곡시집을 언해하였다.

## 관련 작품

### 드라마
- 《왕과 비》 (KBS, 1998년~2000년 배우:박철호)